# Comté de Benewah
Le comté de Benewah est un comté des États-Unis situé dans l’État de l'Idaho. En 2000, la population était de 9 171 habitants. Son siège est Saint Maries.

## Historique
Le comté a été créé en 1915 et nommé en l'honneur d'un chef de la tribu amérindienne Cœur d'Alène.

## Géolocalisation
| Comté de Spokane (Washington) | Comté de Kootenai |                   |
|                               | Comté de Benewah  | Comté de Shoshone |
| Comté de Whitman (Washington) | Comté de Latah    |                   |

## Démographie
| 1920  | 1930  | 1940  | 1950  | 1960  | 1970  |
| ----- | ----- | ----- | ----- | ----- | ----- |
| 6 997 | 6 371 | 7 332 | 6 173 | 6 036 | 6 230 |

| 1980  | 1990  | 2000  | 2010  | - | - |
| ----- | ----- | ----- | ----- | - | - |
| 8 292 | 7 937 | 9 171 | 9 285 | - | - |

## Principales villes
- Parkline
- Plummer
- St. Maries
- Tensed